# 阿姆斯特丹路

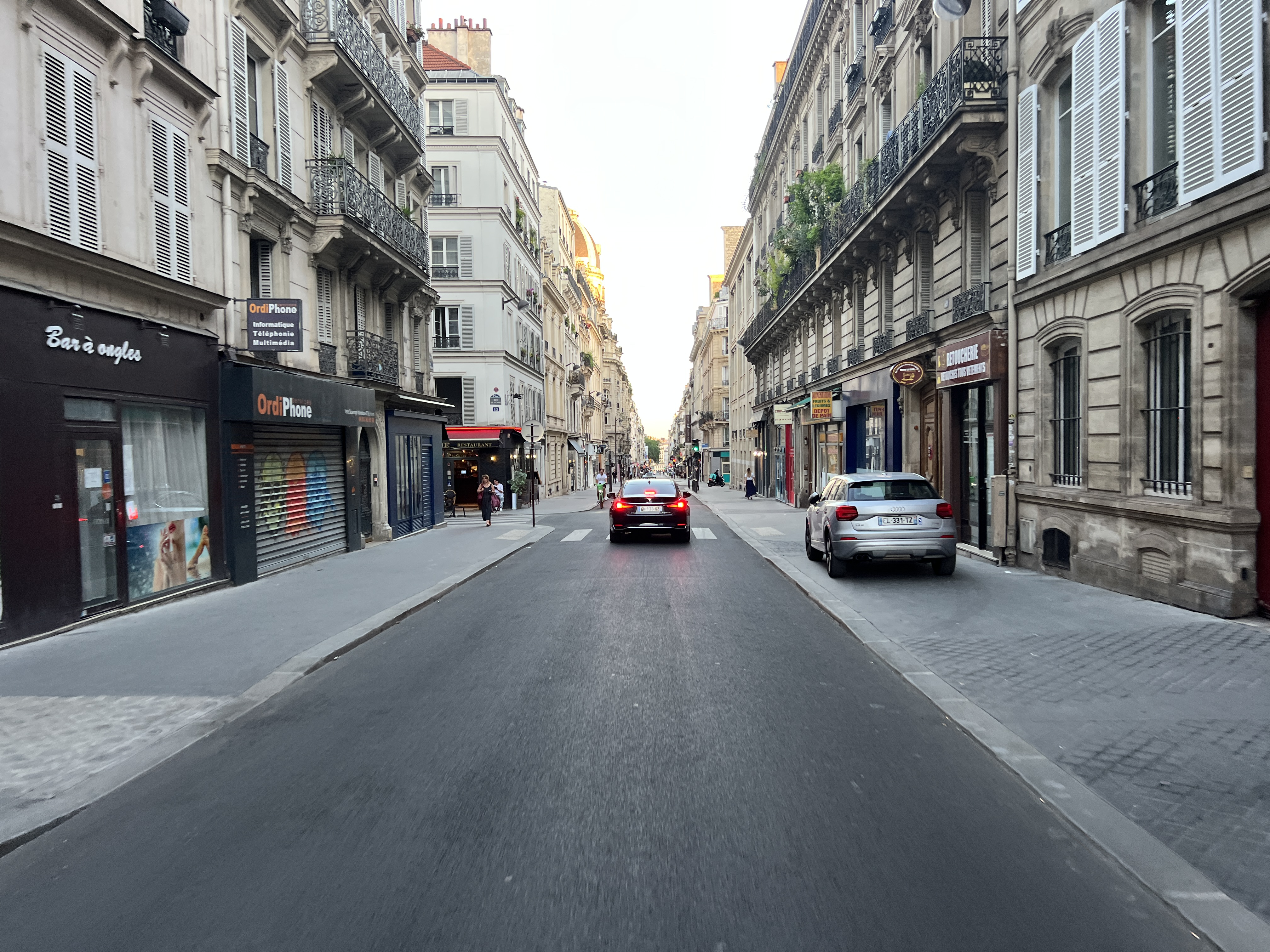
阿姆斯特丹路（2023年7月）

阿姆斯特丹路（Rue d'Amsterdam）是法国巴黎的一条街道，南北走向，位于巴黎第八区和第九区的分界线上，因此其西侧属于第八区，而东侧属于第九区。
南部始于哈佛广场（place du Havre）和圣拉撒路路（Rue Saint-Lazare）106号，北面止于克利希广场1号。长835米，宽12米。

## 名称
阿姆斯特丹路位于欧洲区的东部，该区街道均以欧洲国家的首都命名。这条路是得名于荷兰首都阿姆斯特丹。

## 历史

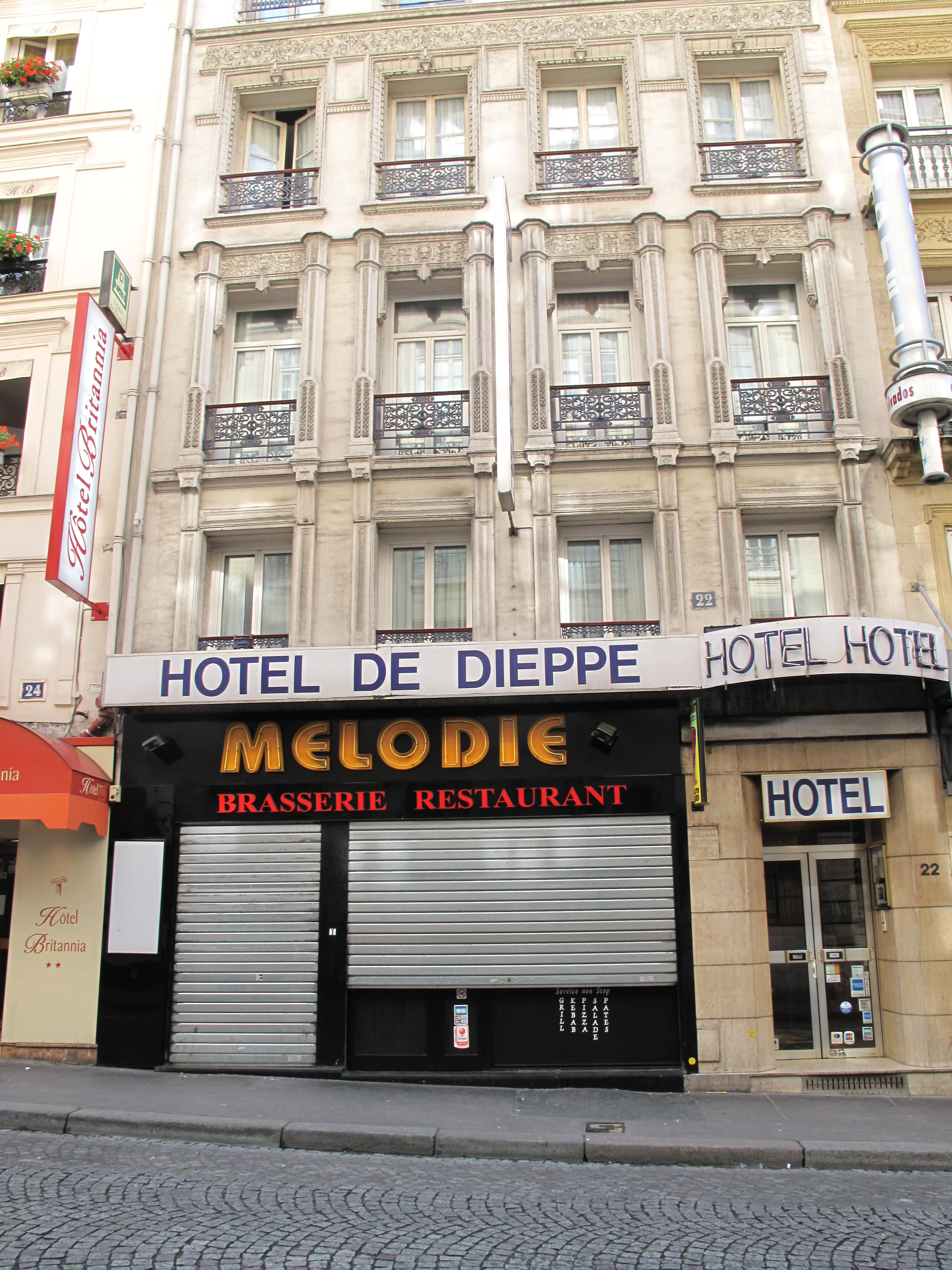
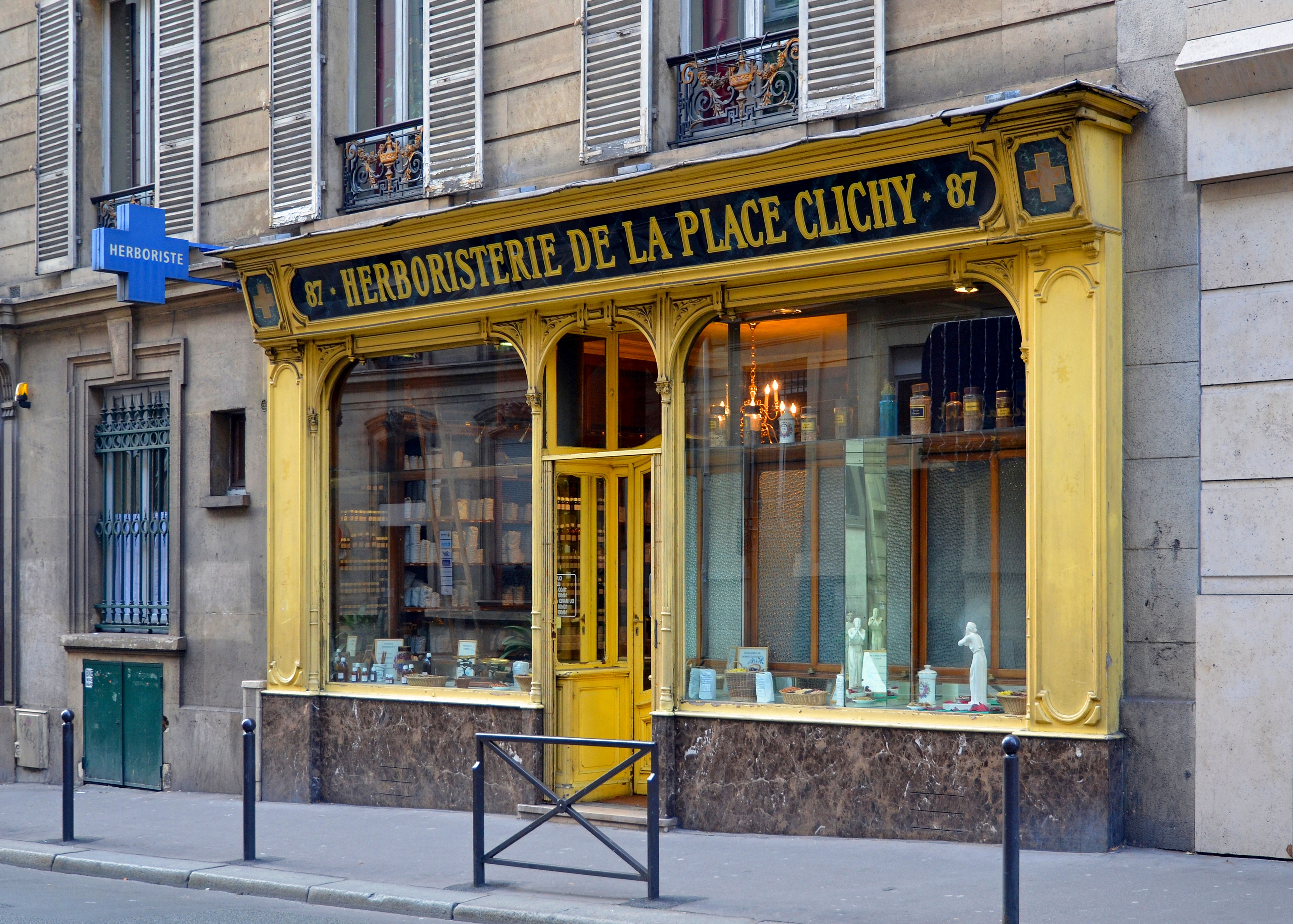

阿姆斯特丹路开辟于1826年。